# 假光绪帝案
假光緒帝案又稱武昌假光緒案，清朝發生於光緒二十五年（1899年），記載於劉禺生所寫的《世載堂雜億》裡，是當時轟動武昌三鎮的事件，後來被張之洞解決了，當時甚至差點導致一場統治危機，後來還使得慈禧太後更加決定要發動己亥立儲。

## 事件背景
光緒二十四年九月二十一日，慈禧太后發動政變，將譚嗣同、林旭等人斬首，康有為等人逃亡海外，並將光緒帝軟禁於中南海的瀛台，史稱戊戌政變。

## 事件過程
武昌一名候補官員將他位於金水閘的公館出租一年，1899年時有一天，有一人前來租住，此人二十來歲的樣子，只帶了一名隨從，那名隨從約50歲，白面無鬚，説話帶娘娘腔，說話細聲細氣，像極了太監，兩人的起居開支十分豪華奢侈，被子繡有五爪金龍，吃飯的碗，喝水的杯子上也有金龍，還有一枚刻有「御用之寶」的印章，當時這些物品都是皇帝獨用，任何僭越的人都是要問斬的，並且這個僕人伺候主人吃飯，喝茶的時候都要跪下，稱呼主人為「皇上」，稱自己為「奴才」，而這一且都被那位候差的官員看在眼裏，這異乎尋常的一主一僕立即引起了人們的極大注意，久而久之消息傳遍了武漢三鎮和湖北內外，有人拿光緒帝的照片與這主人面容對比，確實相似，也有曾在北京做官的官員前去觀看，事情越鬧越大，縣令陳樹屏不得不親自查訪尋問光緒帝為何到此，只見假光緒皇帝只從容的說了一句「見了張之洞，方可言明」，便不再多說。縣令連忙派人稟告張之洞，張之洞大驚，但驚覺到其中有詐，為了謹慎起見，張之洞便打電報給京城的同僚，打探光緒帝是否已經從瀛台逃出，而那人帶來的僕人，經查驗的確是名太監，外部的消息都稱光緒帝已經來湖北，張之洞有保駕之舉，然而張之洞本人卻根本還不知道此人身份的真假，張之洞催促京城裡的朋友，希望儘快得到確切的消息，又過了一段時日，張之洞終於等到了回電，回電説光緒帝仍囚禁瀛台，並沒有逃出，不久梁啓超也傳書張之洞，問此事是否屬實，不久京中官員也紛紛電告張之洞務必將假光緒逮捕歸案，張之洞這才下決心將那主僕二人押到總督衙門，親自開庭審問。

## 審問過程
張之洞對假光绪帝說到：「听说你要見我，有事就說」。假光绪帝走向前回道：「朕私下和你說」。张之洞怒斥道：「不说就判你殺頭！」听到这话的假光绪冒出来了冷汗，隨後看着一旁的隨從，這时隨從開口說到：「這乃当今圣上，你竟敢口出狂言！」张之洞隨即大喊到：「来人！给他们兩人用刑」，二人始終不招，後來張之洞將此案交陳樹屏嚴刑拷打，二人才供出真相。

## 真相
原來這名假光緒帝是八旗的伶人崇福，從小學伶唱戲，多次出入宮中，盡諳宮中禮儀，其容貌清秀，外貌與光緒帝十分相似，而這個太監名為趙德興原本是宮中守司庫，與崇福很早就認識，二人想借光緒帝被幽禁在瀛台，消息不通的大好時機，冒充皇帝，藉機斂財。

## 後續
最終冒充光緒皇帝的崇福和僕人趙德興都被判斬立決，轟動一时的假皇帝案至此宣告结束，而張之洞的果斷處理避免了慈禧太后的一次統治危機，由於康有為並對外宣稱握有光緒帝密詔，讓已宣佈訓政的慈禧太后感到懼怕，這是又爆發假光緒案，導致慈禧太后最終發動了，己亥建儲。

## 另一種說法
目前網路上有部分文章指出，那名假光緒帝其實是，由真光緒帝派去的，其主要目的是要求助張之洞，希望拉攏張之洞，因為據說當時光緒帝認為，如果大清朝還有一個賢臣，那就數張之洞莫屬了，據說光緒帝喜歡看戲，但大多數都是陪著慈禧太後看的，並且進宮的戲班子過來過去就那麼幾個，這人就是崇福，而他不僅在戲劇中經常扮演皇帝，就連他本身長得也很像光緒，於是，光緒帝便讓崇福前往武昌，去見張之洞，隨後崇福在趙德興的陪同下來到了武昌城，不論是在人前還是人後，崇福都自稱皇帝，而趙德興則都自稱為奴才，
他們平日裡都招搖過市，不到半個月時間，二人出門便是走到哪裡，百姓就跪到哪裡，連武昌當地的朝廷官員都對此二人的身份不敢有半點質疑，二人見戲演的差不多了，便放出話 ，要在武昌會見張之洞，有要事相求，但事情卻出乎光緒帝的預料，眼見時間已經過去了兩個月，張之洞假裝自己一點兒也不知道，張之洞最為最後一個翻盤的機會，選擇站在了慈禧的陣營。光緒皇帝心灰意冷，而被派去冒充皇帝找張之洞的一伙人，也是註定即將要萬劫不復，隨後不久張之洞收到了一封信函，信里告訴他，光緒皇帝仍在瀛台，冒牌光緒已把武漢攪得沸沸揚揚，閣下應該出面審訊此人了，張之洞親審光緒皇帝之案就此開堂了，剛好劉禺生也參加了那次的審判，張之洞遂將此案交給武昌府江夏縣嚴審治罪，陳知縣接手後，立刻動用酷刑，重刑一上身，個個都受不了了，但又不想說出是由光緒帝，指使的只好說二人是靠假扮皇帝賺錢，隨後二人被判斬立決，次日二人被押到武昌草埠門斬首。

## 外部連結
- 一波三折的“假光绪案” （页面存档备份，存于）
- 武昌假光绪案 （页面存档备份，存于）
- 戊戌政變後的假光緒案 （页面存档备份，存于）
- 武昌假光绪案 （页面存档备份，存于）
- 光緒帝被囚禁後，國家竟然出現了一個假光緒，官員們紛紛前來朝拜 （页面存档备份，存于）
- 武昌假光緒案 （页面存档备份，存于）
- 名人轶事——武昌假光绪案 （页面存档备份，存于）
- 清末真假皇帝案：光绪帝被戏子冒充，张之洞当场处决！ （页面存档备份，存于）
- 晚清曾轰动一时的假光绪案，真总督巧识假皇帝，假皇帝主仆被处斩 （页面存档备份，存于）